# Oroszhegy község
Oroszhegy község (románul: Comuna Dealu) község Hargita megyében, Romániában. Központja Oroszhegy, beosztott falvai Székelyfancsal, Székelyszentkirály, Székelyszenttamás, Tibód, Üknyéd, Ülke.

## Népessége
A 2011-es népszámlálás adatai alapján a község népessége 3907 fő volt.